# Міс Венесуела
Міс Венесуела (ісп. Miss Venezuela) — національний конкурс краси. Щорічно проводиться у Венесуелі починаючи з 1952 року.
Першою переможницею стала Софія Сільва.

## Переможниці
| Рік     | Прапор | Переможниця                                        | Штат                        |
| ------- | ------ | -------------------------------------------------- | --------------------------- |
| 1952    |        | Софія Сільва Інсеррі                               | Болівар                     |
| 1953-54 |        | Гісела Боланьос Скартон                            | Карабобо                    |
| 1955    |        | Кармен Сусана Дьойм                                | Міранда                     |
| 1956    |        | Бланка «Бланкіта» Ередіа                           | Федеральний округ Венесуели |
| 1957    |        | Консуело Летісія Нуель Гомес                       | Федеральний округ Венесуели |
| 1958-59 |        | Іда Маргарита Пієрі                                | Сукре                       |
| 1960    |        | Гледіс «Лелі» Асканіо Арредондо                    | Федеральний округ Венесуели |
| 1961    |        | Анасаріа «Ана» Грісельда Вегас Альборнос           | Каракас                     |
| 1962    |        | Ольга «Ольгіта» Антонетті Нуньєс                   | Ансоатегі                   |
| 1963    |        | Ірен Амелія Моралес Мачадо                         | Гуаріко                     |
| 1964    |        | Мерседес Ревенга Де Ла Роса                        | Міранда                     |
| 1965    |        | Марія де лас Касас                                 | Федеральний округ Венесуели |
| 1966    |        | Магалі Беатріс Кастро Егі                          | Гуаріко                     |
| 1967    |        | Маріела Перес Брангер                              | Варгас                      |
| 1968    |        | Пеггі Копп Аренас                                  | Федеральний округ Венесуели |
| 1969    |        | Марія Хосе де лас Мерседес Єльїсі Санчес (відмова) | Арагуа                      |
| 1969    |        | Марсія Ріта Гісела П'яцца Супрані                  | Варгас                      |
| 1970    |        | Белья Мерседес Ла Роса де ла Роса                  | Карабобо                    |
| 1971    |        | Жанетт Амелия де ла Коромото Донселла Санчес       | Монагас                     |
| 1972    |        | Марія Антоніетта Камполі Пріско                    | Нуева-Еспарта               |
| 1973    |        | Ана Паола Дезіре Роландо                           | Карабобо                    |
| 1974    |        | Нейла Чікінкіра Моронта Сангроніс                  | Сулія                       |
| 1975    |        | Маріца Пінеда Монтойя                              | Нуева-Еспарта               |
| 1976    |        | Ельюс Коромото Пераса Гонсалес (відмова)           | Гуаріко                     |
| 1976    |        | Худіт Хосефіна Кастільо                            | Нуева-Еспарта               |
| 1977    |        | Крісталь дель Мар Монтаньєс                        | Варгас                      |
| 1978    |        | Марісоль Альфонсо                                  | Гуаріко                     |
| 1979    |        | Маріца Сайялеро Фернандес                          | Варгас                      |
| 1980    |        | Марія Хав'єр «Майе» Брандт Ангуло                  | Лара                        |
| 1981    |        | Ірене Саес Конде                                   | Міранда                     |
| 1982    |        | Ана Тереса Оропесо                                 | Гуаріко                     |
| 1983    |        | Паола Лаура Руджері Гіго                           | Португеса                   |
| 1984    |        | Кармен Марія Монтьєль Авіла                        | Сулія                       |
| 1985    |        | Сільвія Крістіна Мартінес Стапуліоніс              | Гуаріко                     |
| 1986    |        | Барбара Паласіос Тейде                             | Трухільйо                   |
| 1987    |        | Інес Марія Калеро Родрігес                         | Нуева-Еспарта               |
| 1988    |        | Яхайра Крістіна Вера Рольдан                       | Міранда                     |
| 1989    |        | Єва Ліза Ларсдоттер Льюнг                          | Лара                        |
| 1990    |        | Андреіна Катаріна Гьотц Блом                       | Болівар                     |
| 1991    |        | Каролина Єва Іцсак                                 | Амасонас                    |
| 1992    |        | Мілка Єлісава Чуліна                               | Арагуа                      |
| 1993    |        | Мінорка Марісела Меркадо Карреро                   | Апуре                       |
| 1994    |        | Деніз дель Кармен Флореано Камарго                 | Сулія                       |
| 1995    |        | Йосеф Алісія Мачадо Фахардо                        | Яракуй                      |
| 1996    |        | Марена Хосефіна Бенкомо Хіменес                    | Карабобо                    |
| 1997    |        | Верушка Татьяна Рамірес                            | Тачіра                      |
| 1998    |        | Лусбель Кароліна Індріаго Пінто                    | Дельта-Амакуро              |
| 1999    |        | Мартіна Торогуд Хімсен                             | Міранда                     |
| 2000    |        | Єва Моніка Анна Екваль-Джонсон                     | Апуре                       |
| 2001    |        | Синтія Крістіна Ландер Самора                      | Федеральний округ Венесуели |
| 2002    |        | Маріанхель Руіс Торреальба                         | Арагуа                      |
| 2003    |        | Ана Каріна Аньєс Дельгадо                          | Лара                        |
| 2004    |        | Моніка Спір                                        | Гуаріко                     |
| 2005    |        | Хікцад Вінья Кареньо                               | Сукре                       |
| 2006    |        | Лідімар Кароліна «Лі» Йонайтіс Ескалона            | Гуаріко                     |
| 2007    |        | Дайана Сабріна Мендоса Монкада                     | Амасонас                    |
| 2008    |        | Стефанія Фернандес                                 | Трухільйо                   |
| 2009    |        | Мареліса Гібсон Вільєгас                           | Міранда                     |
| 2010    |        | Ванесса Андреа Гонсалвес Гомес                     | Міранда                     |
| 2011    |        | Ірене Софія Ессер Кінтеро                          | Сукре                       |

## Переможиці на світових конкурсах

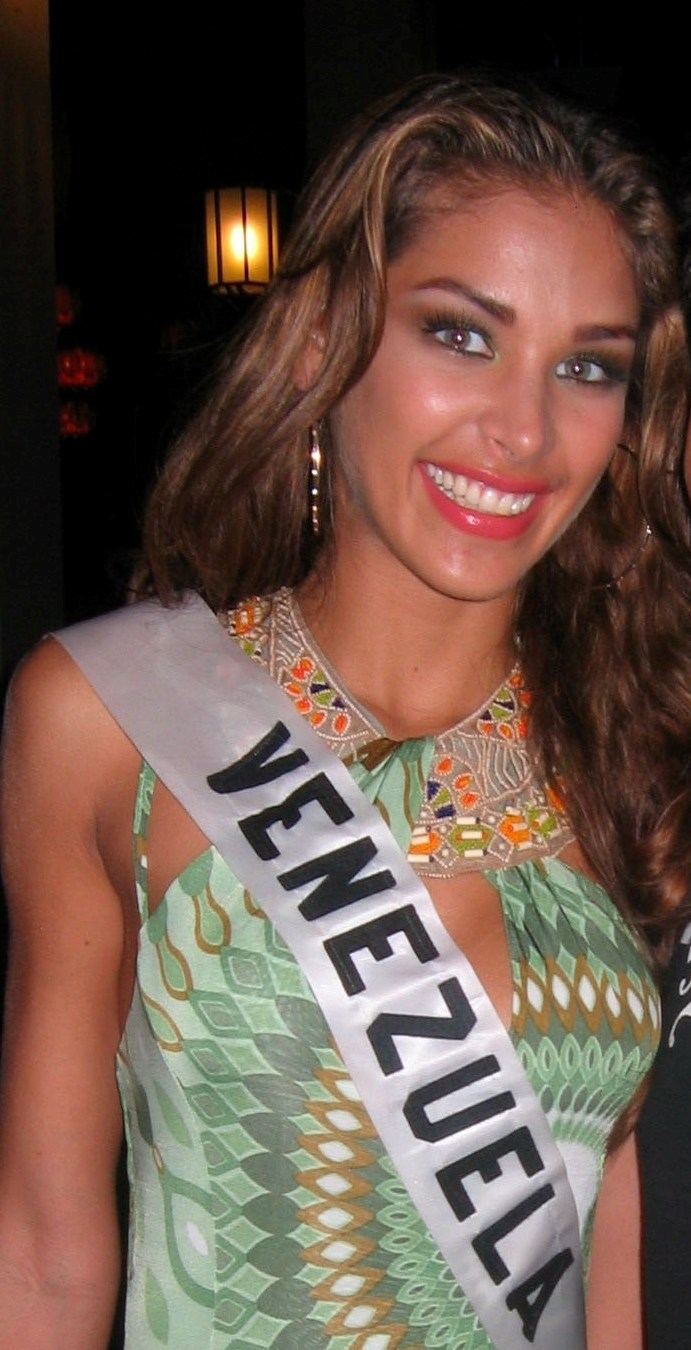
Дайана Мендоса — Міс Всесвіт-2008

На конкурсі краси Міс Всесвіт представниці Венесуели перемагали шість разів:
- 1979 рік — Маріца Сайалеро
- 1981 рік — Ірене Саес Конде
- 1986 рік — Барбара Паласіос
- 1996 рік — Алісія Мачадо
- 2008 рік — Дайана Мендоса
- 2009 рік — Стефанія Фернандес

Шість разів венесуелки отримували титул Міс Світу:
- 1955 рік — Сусана Дуіхм
- 1981 рік — Пілін Леон
- 1984 рік — Астрід Кароліна Еррера
- 1991 рік — Нінібет Леаль
- 1995 рік — Жаклін Агілера
- 2011 рік — Івіан Саркос

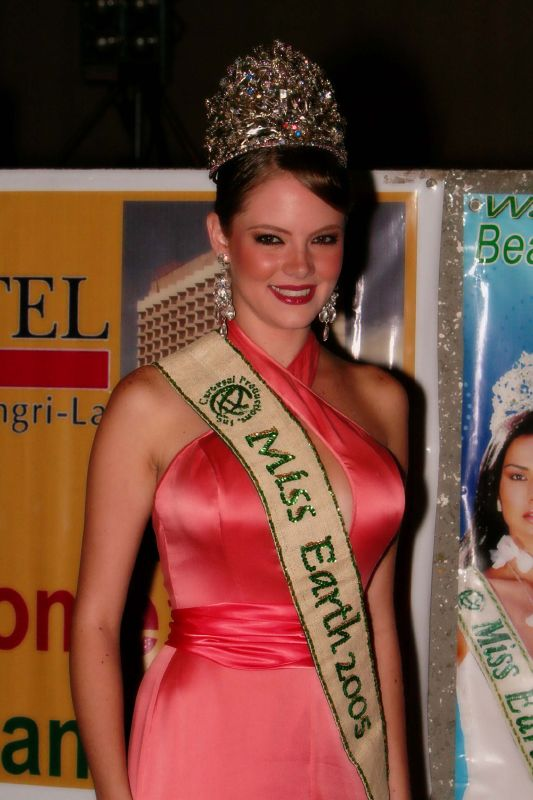
Александра Браун — Міс Земля-2005

На конкурсі Міс Інтернешнл венесуельські красуні отримували корону переможниці також шість разів:
- 1985 рік — Ніна Сіціліа
- 1997 рік — Консуело Адлер
- 2000 рік — Вівіан Урданета
- 2003 рік — Гойседер Асуа
- 2006 рік — Даніела ді Джакомо
- 2010 рік — Елізабет Москера

У 2005 році Александра Браун стала першою переможницею на конкурсі Міс Земля з Венесуели.